# 簿記学
簿記学（ぼきがく）とは複式簿記の理論と技術を研究する学問。
取引を認識する上では技術的なルールと理論的なルールが重要な役割を果たしており、前者が簿記学、後者が会計学の度合いが強いということが一般化されていることからも簿記は会計の本質の表面を飾る器であるというのが印象である。だが簿記も会計と同様に認識や測定という知的作業を要することからも会計と同様に理論的な事柄に当てはまる訳であり、技術的であるとしても知的技術という言葉が当てはまる。また簿記学とは会計学への入り口であるという印象が強いものの、簿記学というのは会計学に疑問が存在しているが故に生まれることとなった学問でもあるため、簿記学とは会計学の到達点という理論も当てはまる。